# Ludwig Thuille
Ludwig Wilhelm Andreas Maria Thuille (ur. 30 listopada 1861 w Bozen, zm. 5 lutego 1907 w Monachium) – austriacki kompozytor.

## Życiorys
W młodości był członkiem chóru w klasztorze benedyktyńskim w Kremsmünster, gdzie odebrał podstawy wykształcenia muzycznego. W latach 1877–1879 uczył się gry na fortepianie i organach oraz teorii w Innsbrucku u Josepha Pembaura. Od 1879 do 1882 roku uczył się w Königliche Musikschule w Monachium u Josefa Rheinbergera (kompozycja) i Karla Bärmanna (fortepian). Później wykładał na tej uczelni, w 1888 roku objął klasę fortepianu i harmonii teoretycznej, a od 1903 roku wykładał kompozycję. Od 1889 roku prowadził monachijski chór męski Liederhort.
Do jego uczniów należeli Hermann Abendroth, Ernest Bloch, Walter Courvoisier i Walter Braunfels.

## Twórczość
Początkowo był reprezentantem kierunku akademickiego w muzyce, w latach 80. XIX wieku pod wpływem kontaktów z Alexandrem Ritterem zwrócił się w stronę stylu późnoromantycznego. Nawiązywał do wzorów wypracowanych przez Wagnera i Liszta. Uważany jest za twórcę tzw. monachijskiej szkoły kompozytorskiej. Przyjaźnił się z Richardem Straussem. Był autorem napisanej wspólnie z Rudolfem Louisem pracy Harmonielehre.

## Ważniejsze kompozycje
(na podstawie materiałów źródłowych)

### Utwory orkiestrowe
- Frühlingouvertüre A-dur (1880)
- Symfonia E-dur (1885)
- Romantische Ouvertüre (1899)
- Koncert fortepianowy D-dur (1881–1882)

### Utwory kameralne
- 3 sonaty na skrzypce i fortepian
- trio fortepianowe
- 3 kwartety smyczkowe
- 2 kwintety fortepianowe
- Sekstet B-dur na fortepian, flet, obój, klarnet, fagot i róg (1886–1888)

### Opery
- Theuerdank, libretto Alexander Ritter (1893–1895, wyst. Monachium 1897)
- Lobetanz, libretto Otto Julius Bierbaum (1898–1900, wyst. Brema 1901)
- Die Tanzhexe, libretto Otto Julius Bierbaum (1905, wyst. Stuttgart 1909)